# Quận Dale, Alabama
Quận Dale là một quận thuộc tiểu bang Alabama, Hoa Kỳ. Quận này được đặt tên theo tướng Samuel Dale. Theo điều tra dân số năm 2000 của Cục điều tra dân số Hoa Kỳ, quận có dân số 49.129 người. Quận lỵ là Ozark.
Quận Dale thuộc Vùng thống kê tiểu đô thị Enterprise–Ozark.